# Francisco II, Duque da Bretanha
Francisco II (em bretão: Frañsez II; em francês: François II) (23 de junho de 1435 — 9 de setembro de 1488) foi duque da Bretanha de 1458 até sua morte.

## Biografia
Era filho de Ricardo, conde de Étampes, e de Margarida de Orleães. Pelo lado paterno, era neto do duque João V da Bretanha. Pelo lado materno, era neto de Luís, duque de Orleães, e bisneto do rei Carlos V da França.
Em 1458, sucedeu seu tio Artur III como duque da Bretanha. Foi um soberano à frente de seu tempo: gostava de literatura, pintura e escultura; fundou escolas e universidades; estimulava o comércio e fez com que artistas e tapeceiros flamengos se estabelecessem na capital do ducado, Nantes, onde suas tapeçarias logo se tornaram populares.
Durante a minoridade de Carlos VIII da França, Francisco II se aliou ao Duque de Orleães e ao Conde de Angoulême contra a regência de Ana de Beaujeu. Entretanto, ao intervir na política de sua vizinha França, ele negligenciou seu próprio domínio. As ações corruptas e opressoras de seu primeiro-ministro, Pierre Landais, causaram grande revolta, a qual foi apoiada por Ana e Carlos, que ansiavam se vingar de Francisco II. Sem o auxílio de seus tradicionais aliados, os ingleses, que estavam envolvidos com a Guerra das Rosas, Francisco viu seu ducado devastado e Landais enforcado pelo povo enfurecido no que ficou conhecido como a Guerra Louca (Le Guerre Folle). Mesmo sem Landais no poder, os bretões permaneceram desconfiados de seu soberano. Todavia, em 1486, os Estados da Bretanha confirmaram a filha de Francisco, Ana, como sucessora no governo, para assegurar a independência da França.
O tratado de Chateubriant, assinado em 1487 com a França, reafirmou a independência da Bretanha, mas a França continuou a estorvar o ducado. Francisco então aliou-se a Maximiliano I, rei dos romanos, contra a França; contudo, a Bretanha foi derrotada na Batalha de Saint-Aubin-du-Cormier e Francisco foi obrigado a assinar concordar com a Paz de Verger. Sob os termos do tratado, o duque foi compelido a submeter a si e a seu ducado como vassalo do Rei da França.
Francisco morreu no ano seguinte, devido às consequências de uma queda de seu cavalo, no Castelo de Couëron, para onde se retirara com sua família fugindo da peste, que assolava Nantes. Depois de sua morte, Carlos VIII invadiu a Bretanha e forçou a herdeira Ana a casar-se com ele, ganhando assim o controle sobre o ducado.

## Casamentos e descendência

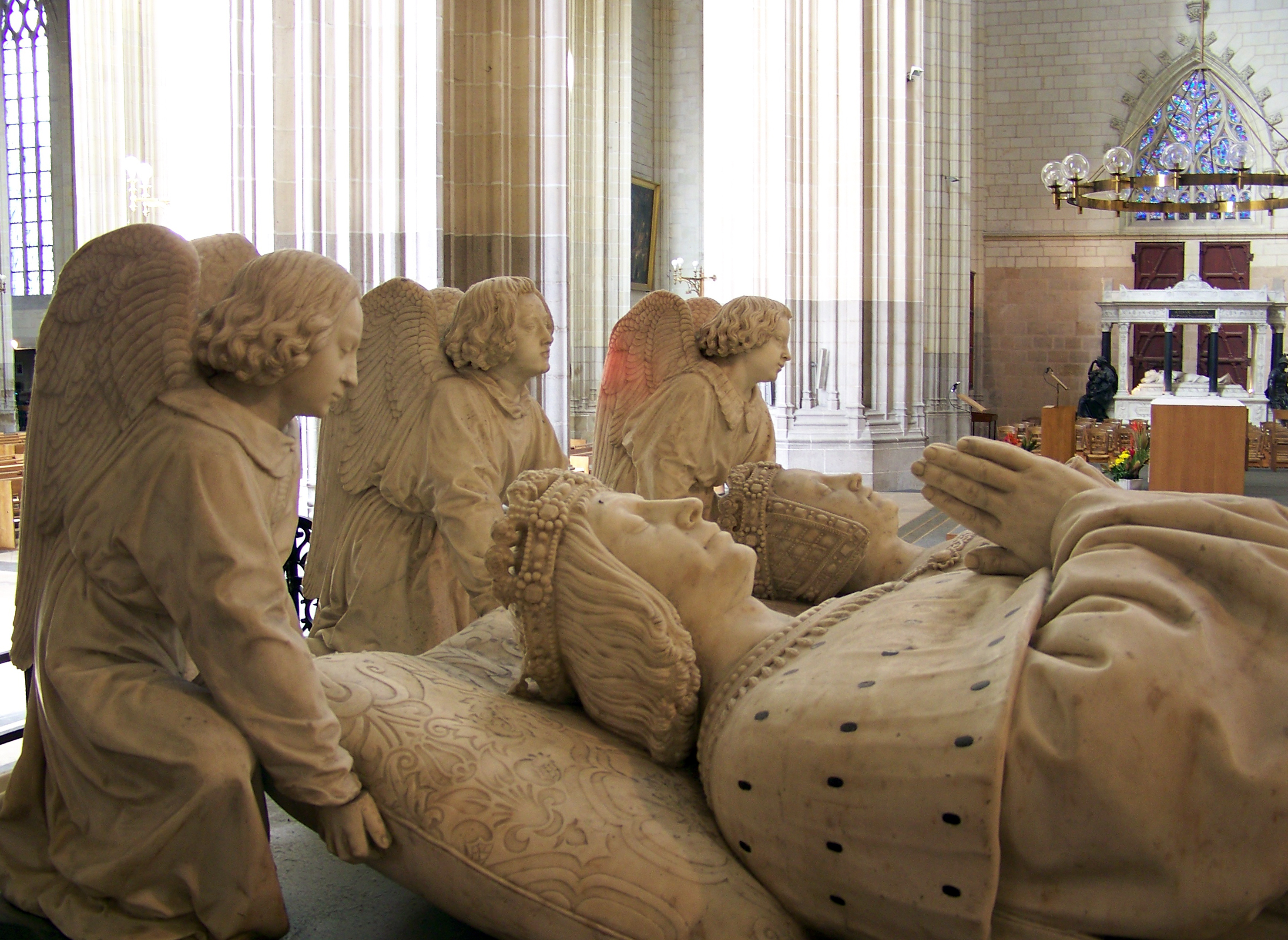
Tumba de Francisco II.

Francisco casou duas vezes. Em 15 de novembro de 1455, em Vannes, desposou a prima Margarida da Bretanha, e eles tiveram um filho, mas este faleceu ao primeiro mês de vida:
- Francisco (29 de junho de 1463 — 25 de agosto de 1463).

O casamento foi infeliz e Francisco mantinha um relacionamento amoroso com Antonieta de Maignelais, outrora amante de Carlos VII da França, com quem teve dois filhos:
- Francisco I de Avangour (1462-1510), conde de Vertus, de Goëllo e barão de Avangour;
- Antônio, senhor de Châteaufremont e de Hedé.

Em 1469, Margarida da Bretanha morreu de tuberculose.
Em 27 de junho de 1471, em Clisson, Francisco se casou com Margarida de Foix, princesa de Navarra, e eles tiveram duas filhas:
- Ana (25 de janeiro de 1476 — 9 de janeiro de 1514), herdeira do ducado;
- Isabel (c. 10 de maio de 1481 — 24 de agosto de 1490).

Margarida morreu dois anos antes de seu esposo.